# Shastas
Pour les articles homonymes, voir Shasta.

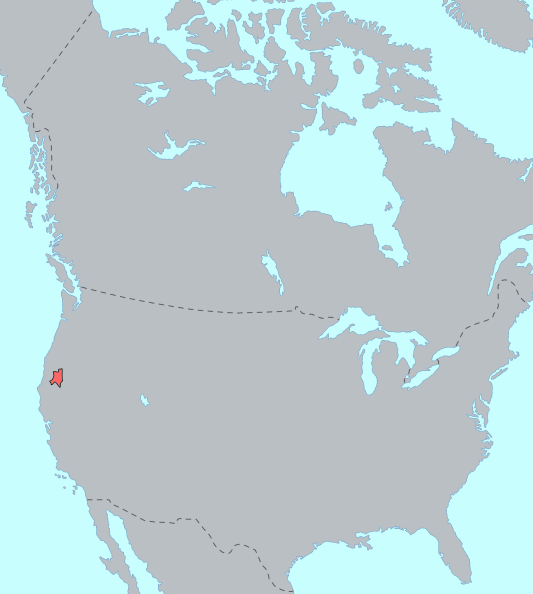
Territoire des Shasta

Les Shastas sont un peuple amérindien de la Californie du Nord et de l'Oregon du sud, aux États-Unis. Ils habitaient au départ dans ce qui est actuellement le comté de Siskiyou, près de communautés modernes comme Yreka. On inclut généralement dans le groupe des Shastas d'autres tribus plus petites qui parlent un langage de la même origine. Il s'agit des Konomihu, New River Shasta et des tribus Okwanuchu.
La tribu des Shastas n'est pas reconnue au niveau fédéral alors que les Chasta de l'Oregon font partie des Confederated Tribes of the Grand Ronde Community of Oregon.